# La reine Tiy aux côtés du roi Aménophis III
La reine Tiy aux côtés du roi Aménophis III est une statuette faite de stéatite glaçurée vers 1391-1353 av. J.-C. et provenant d'Égypte.
Faisant partie de la collection d'Henry Salt sous le numéro N 2312 en 1826, elle est finalement acquise par la Société des amis du Louvre en 1962 qui en fait don au musée du Louvre. L'œuvre entre alors au département des antiquités égyptiennes sous le numéro E 25493.

## Historique
La reine Tiy aux côtés du roi Aménophis III est une statuette originaire d'Égypte, haute de 29 centimètres et large de 12 centimètres, et faite de stéatite glaçurée vers 1391-1353 av. J.-C. L'œuvre est un fragment d'un groupe royal dont il ne reste que la reine, Tiy, épouse d'Amenhotep III.
La partie inférieure de la statuette fait partie des 4 000 pièces de la collection Henry Salt, acquises en 1826 par Jean-François Champollion pour le compte du roi Charles X. La pièce reçoit alors le numéro d'inventaire N 2312. En 1962, la partie supérieure de la statuette est acquise sur le marché de l'art par la Société des amis du Louvre, qui en fait don au musée du Louvre. La statuette entre alors au département des antiquités égyptiennes sous le numéro E 25493,,.

## Expositions
La reine Tiy aux côtés du roi Aménophis III est exposée à partir de 2014 dans La Galerie du temps, une des expositions du Louvre-Lens,, où elle remplace Touy, prêtresse de Min, dieu de la Fertilité, une autre statuette, en bois de grenadille et de karité (E 10655),.